# غوغ تبة (أرومية)
غوغ تبة هي قرية آشورية مسيحية في مقاطعة أرومية، إيران. عدد سكان هذه القرية هو 1,804 في سنة 2006.